# Route nationale 86h
Die Route nationale 86H, kurz N 86H oder RN 86H, ist eine ehemalige Nationalstraße in Frankreich.
Die Straße entstand im 19. Jahrhundert als eine der Rhônebrücken bei Rochemaure. Zunächst wurde sie als sechster Ast der N86 bezeichnet. Bei der Reform von 1933 war zunächst die Nummer N86J vorgesehen. Sie bekam dann schließlich die Nummer N86H zugewiesen. 1973 wird Nationalstraße abgestuft.